# 那賀川橋
那賀川橋（ながかがわはし）は、徳島県阿南市に位置する那賀川に架かる橋。

## 概要
那賀川には古くから木造橋が架けられていたが、洪水ごとに流出して南北の交通が遮断おり、永久橋の建設は地元住民の願いであった。
1926年（大正15年）12月23日に起工、2年後の1928年（昭和3年）10月22日、長さ774フィート、幅20フィートの4径間の曲弦ワーレントラス橋として完成した。当時は徳島県南部の最大鉄橋であり、県北の吉野川橋と並ぶ名橋となった。設計は吉野川橋と同じく増田淳。1929年（昭和4年）、那賀川の河川改修工事が始まり右岸側の堤防位置が後退したことから、1942年（昭和17年）までにRCT橋部分が追加されている。最終的な橋長は337mとなった。
1962年（昭和37年）5月1日、一級国道55号に昇格指定。
その後、1993年（平成5年）、下流に那賀川大橋とバイパスが完成すると国道指定は変更され、改めて徳島県道130号大林津乃峰線に指定されている。